# Hexamilion

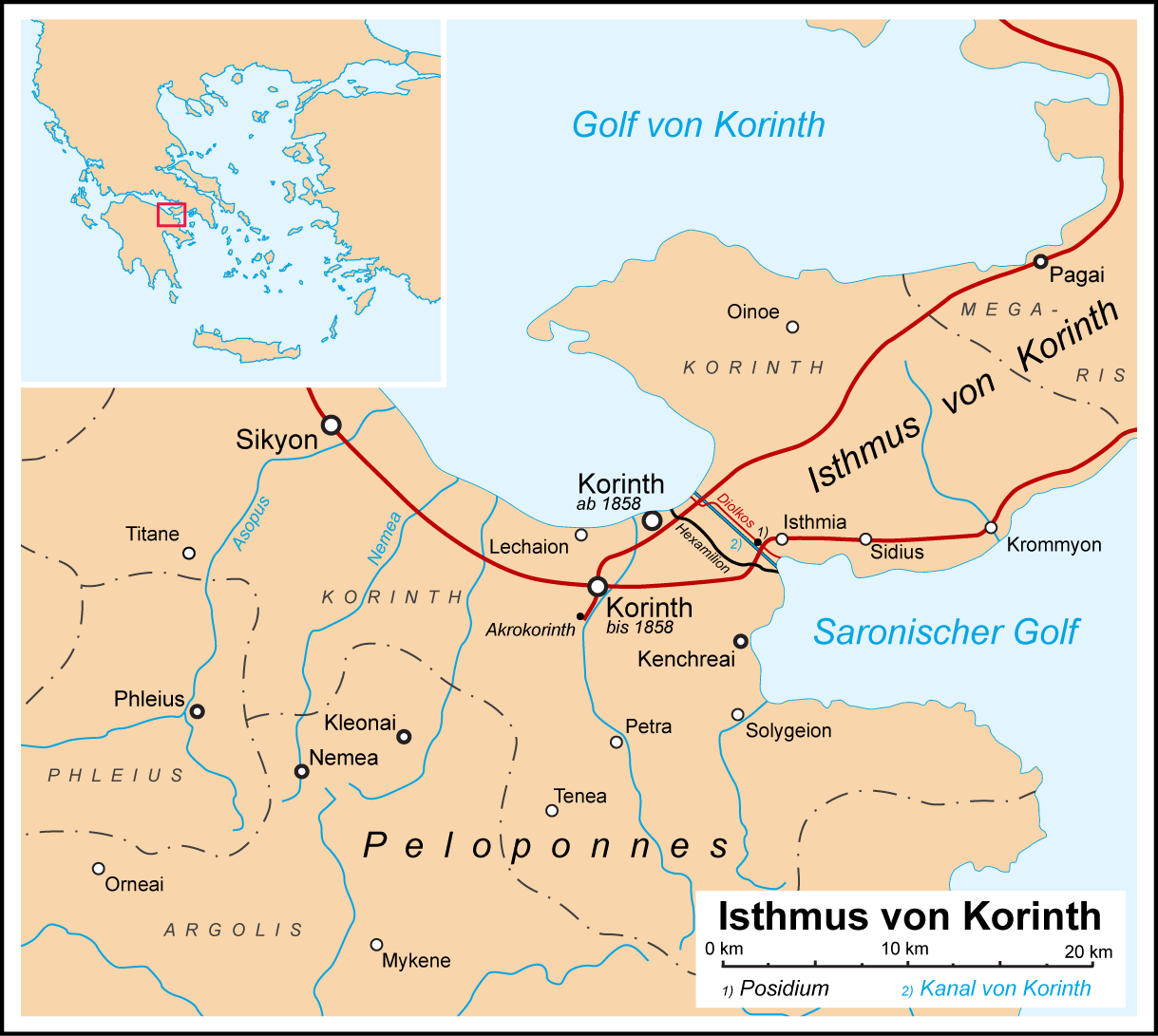
Kaart van de landengte

De Hexamilion (Grieks: Εξαμίλιον τείχος: de muur van zes mijl) is een verdedigingsmuur die in de Griekse oudheid over de landengte van Korinthe gebouwd werd om de enige landroute die het schiereiland van de Peloponnesos met het Europese vasteland verbindt te kunnen bewaken.

## Geschiedenis

### Vroege verdedigingswerken
De Hexamilion is het eindproduct van een lange reeks pogingen de landengte te versterken die wellicht zelfs teruggaan op de Myceense periode Bij de inval van de Perzen onder Xerxes in 460 v.Chr. wilden vele steden terugvallen op de landengte om deze te verdedigen in plaats van bij Thermopylae de vijand tot staan te brengen. (Herodotos Historiën 7.206). Dit was opnieuw punt van discussie bij de Slag bij Salamis (Herodotos 8.40, 49, 56). Herodotus merkt echter op dat het hele idee van een vesting Peloponnesos alleen dan zin had als men overwicht op zee had.

### De Hexamilion en zijn geschiedenis
De muur die wij onder de naam Hexamilion kennen werd voor het eerst gebouwd in de jaren 408 - 450 onder de regering van keizer Theodosius II, gedurende een tijdvak waarin er allerlei invasies van met name Germaanse stammen in het Romeinse Rijk plaatsvonden. De aanval van Alarik op Griekenland in 396 en de plundering van Rome van 410 lagen nog vers in het geheugen. De bouw omvatte een muur met wachttorens, bolwerken in zee en minstens één fort. Het ene bekende fort had twee poorten (noord en zuid) waarvan de noordelijke toegang gaf tot de Peloponnesos De muur werd gebouwd uit een kern van puin en specie afgedekt met vierkante stenen. Het is niet helemaal duidelijk hoelang de bouw duurde, maar het is wel duidelijk dat er groot belang aan gehecht werd; de Hexamilion is de grootste archeologische structuur van Griekenland. Alle gebouwen in de omtrek vielen ten prooi aan de vraag om steen als bouwmateriaal. Ofwel werden zij zonder meer opgenomen in de muur zelf, zoals de tempel van Poseidon in Isthmia, ofwel de (kalk)steen werd gebrand tot kalk zoals gebeurde met het heiligdom van Hera in Perachora en met veel van de antieke beelden in Korinthe.
Onder Justinianus werd de muur versterkt en het aantal torens op 153 gebracht. Na de zevende eeuw verminderde het militaire belang en in de bloeitijd van het Byzantijnse Rijk in de elfde eeuw werden er burgerlijke structuren in de muur gebouwd. In de nadagen van het Byzantijnse Rijk vormde de muur geruime tijd de grens van het Despotaat van de Morea en was het militaire belang weer erg groot. Manuel II zag persoonlijk toe op het herstel ervan in 1415. Het werk duurde veertig dagen. In 1423 sloegen de Turken een bres erin en Constantijn XI herstelde als Despoot van de Morea de muur opnieuw in 1444. Opnieuw forceerden de Turken een doorbraak in 1446. In 1460 werd de Morea voorgoed door de Turken veroverd en verloor de muur alle belang en raakte geleidelijk in verval.
In zijn gehele geschiedenis heeft de muur eerder een afschrikwekkende dan een daadwerkelijke functie gehad. Als het erop aankwam bleek hij altijd te doorbreken of te omzeilen te zijn. Dat laatste gebeurde bijvoorbeeld bij de invallen van de Slaven rond 600. Zij gingen er met eenvoudige bootjes omheen.
Delen van de muur zijn nog te zien ten zuiden van het Kanaal van Korinthe en bij het heiligdom van Poseidon in Isthmia.

## Afbeeldingen van de Hexamilion

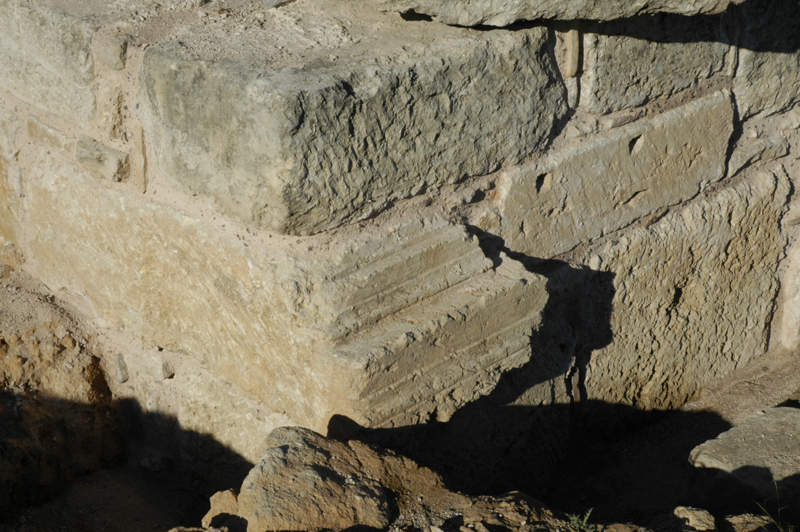
Deel van het fundament van een wachttoren.
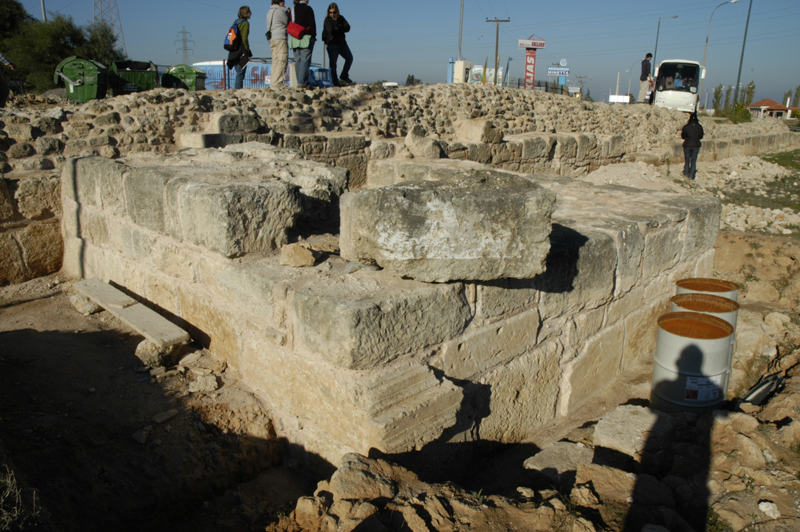
Deel van de noordwestelijke muur.
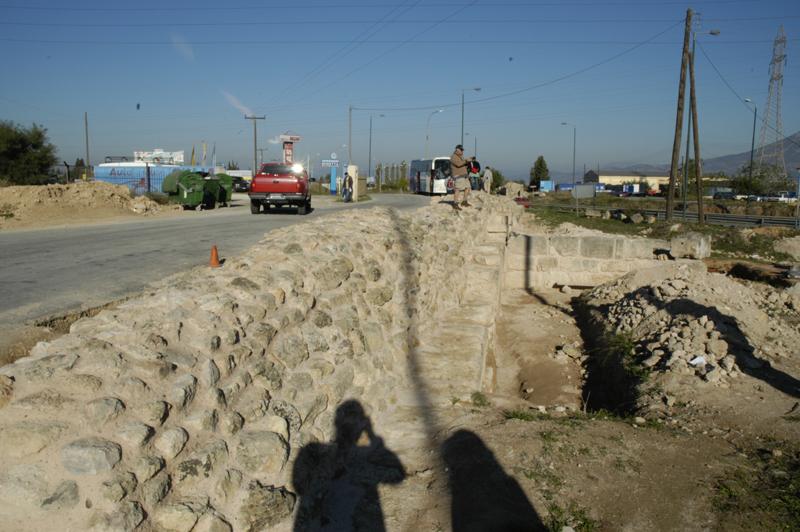
Blik in de lengterichting die de kern van puin laat zien.
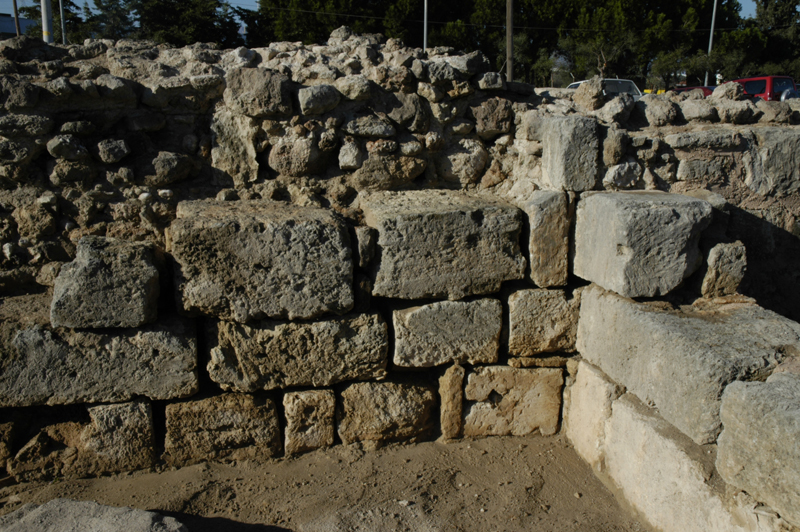
Detail van de constructie die de puinkern en de steenbedekking laat zien.

## Voetnoten
1. ↑  Zie Broneer en Wiseman voor argumenten aangaande pre-Romeinse verdedigingsmuren over de landengte.
2. ↑  Gregory gebruikt numismatisch bewijsmateriaal en komt op een bouwtijd van 400 tot 420 uit.
3. ↑  Gregory beschrijft de ontwikkeling van deze noordelijke doorgang vanuit de Romeinse boog van de eerste eeuw.